# 乾線

溫帶氣旋附近乾線的理想位置示意图

乾線，或者干燥锋面（英語：dry line）是陆地上一条人为想象出来的线。这条线在来自东面水体潮湿的空气与来自西面的干燥空气之间划出一道界限。乾線最著名的例子要属北美洲中部地区，尤其是在美国得克萨斯州、俄克拉荷马州和堪萨斯这三个地方，来自墨西哥湾的潮气和来自美国西南部地区沙漠的干燥空气于此交汇。此外，乾線也在世界其他地区，如北印度，引发过诸多对流风暴。